# Segunda Categoría de Pastaza 2021
El Campeonato Provincial de Fútbol de Segunda Categoría de Pastaza 2021, llamado oficialmente «Copa Isla Cacao» por motivos de patrocinio, fue un torneo de fútbol en Ecuador en el cual compitieron equipos de la provincia de Pastaza. El torneo fue organizado por la Asociación de Fútbol Profesional de Pastaza (AFP) y avalado por la Federación Ecuatoriana de Fútbol, el torneo inició el 4 de julio y finalizó el 8 de agosto. En el torneo participaron 4 clubes de fútbol y entregó dos cupos a los play-offs del Ascenso Nacional 2021 por el ascenso a la Serie B, además el campeón provincial clasificó a la primera fase de la Copa Ecuador 2022.

## Sistema de campeonato
El sistema determinado por la Asociación de Fútbol Profesional de Pastaza fue el siguiente:
- Se jugó una etapa única con los cuatro equipos establecidos, fue todos contra todos ida y vuelta en un total de 6 fechas, al final los equipos que terminaron en primer y segundo lugar clasificaron a los play-offs de la Segunda Categoría 2021 y a la primera fase de la Copa Ecuador 2022.[5]

## Equipos participantes
| Equipos participantes | Equipos participantes | Equipos participantes       |
| --------------------- | --------------------- | --------------------------- |
|                       |                       |                             |
| Equipo                | Ciudad                | Estadio                     |
| Club SRP Mera         | Mera                  | Estadio Municipal de Mera   |
| La Cantera de Pastaza | Puyo                  | Estadio Víctor Hugo Georgis |
| Danubio Sporting Club | Puyo                  | Estadio Víctor Hugo Georgis |
| Pastaza Sporting Club | Puyo                  | Estadio Víctor Hugo Georgis |

## Equipos por cantón
| Cantón  | N.º | Equipos                                      |
| ------- | --- | -------------------------------------------- |
| Pastaza | 3   | - Danubio S. C. - Pastaza S. C. - La Cantera |
| Mera    | 1   | - SRP Mera                                   |

## Clasificación
| Pos. | Equipo        | Pts. | PJ | G | E | P | GF | GC | Dif. |  |
| ---- | ------------- | ---- | -- | - | - | - | -- | -- | ---- |  |
| 1    | Pastaza S. C. | 15   | 6  | 5 | 0 | 1 | 10 | 3  | +7   |  |
| 2    | Danubio S. C. | 9    | 6  | 3 | 0 | 3 | 10 | 9  | +1   |  |
| 3    | SRP Mera      | 9    | 6  | 3 | 0 | 3 | 6  | 5  | +1   |  |
| 4    | La Cantera    | 3    | 6  | 1 | 0 | 5 | 1  | 10 | −9   |  |

 Fuente: Aso Pastaza, FEF
Criterios de clasificación: 1) Puntos; 2) Diferencia de goles; 3) Goles marcados
|  | Campeón. Clasificado a los play-offs de Segunda Categoría 2021.    |
|  | Subcampeón. Clasificado a los play-offs de Segunda Categoría 2021. |

## Evolución de la clasificación
| Equipo / Jornada | 01 | 02 | 03 | 04 | 05 | 06 |
| ---------------- | -- | -- | -- | -- | -- | -- |
| Pastaza S. C.    | 2  | 1  | 1  | 1  | 1  | 1  |
| Danubio S. C.    | 3  | 4  | 4  | 2  | 3  | 2  |
| SRP Mera         | 1  | 2  | 2  | 3  | 2  | 3  |
| La Cantera       | 4  | 3  | 3  | 4  | 4  | 4  |

## Resultados
- Los horarios corresponden al huso horario de Ecuador: (UTC-5).

### Primera vuelta
| Danubio S. C. | 1 - 2 | SRP Mera      | Municipal de Mera | 4 de julio | 11:00 |
| La Cantera    | 0 - 1 | Pastaza S. C. | Municipal de Mera | 4 de julio | 14:00 |

| Pastaza S. C. | 4 - 0 | Danubio S. C. | Municipal de Mera | 11 de julio | 11:00 |
| SRP Mera      | 0 - 1 | La Cantera    | Municipal de Mera | 11 de julio | 14:00 |

| La Cantera | 0 - 1 | Danubio S. C. | Municipal de Mera | 18 de julio | 11:00 |
| SRP Mera   | 0 - 1 | Pastaza S. C. | Municipal de Mera | 18 de julio | 14:00 |

### Segunda vuelta
| Pastaza S. C. | 2 - 0 | La Cantera    | Municipal de Mera | 24 de julio | 16:00 |
| SRP Mera      | 1 - 2 | Danubio S. C. | Municipal de Mera | 24 de julio | 18:30 |

| La Cantera    | 0 - 1 | SRP Mera      | Municipal de Mera | 31 de julio | 16:00 |
| Danubio S. C. | 1 - 2 | Pastaza S. C. | Municipal de Mera | 31 de julio | 18:30 |

| Pastaza S. C. | 0 - 2 | SRP Mera   | Municipal de Mera   | 8 de agosto | 11:00 |
| Danubio S. C. | 5 - 0 | La Cantera | Liga Parr. de Shell | 8 de agosto | 11:00 |

### Tabla de resultados cruzados
| Local \ Visitante | PSC | SRP | CAN | DAN |
| ----------------- | --- | --- | --- | --- |
| Pastaza S. C.     | —   | 0–2 | 2–0 | 4–0 |
| SRP Mera          | 0–1 | —   | 0–1 | 1–2 |
| La Cantera        | 0–1 | 0–1 | —   | 0–1 |
| Danubio S. C.     | 1–2 | 1–2 | 5–0 | —   |

### Campeón
| |
| Pastaza Sporting Club 2.° título Clasificado a los play-offs de la Segunda Categoría 2021 y la 1.ª fase de la Copa Ecuador 2022. |
| También clasificó Danubio Sporting Club como subcampeón.                                                                         |

## Goleadores
- Fuente: Página oficial de la FEF.[8]

| Pos. | Jugador          | Equipo        | Goles |
| ---- | ---------------- | ------------- | ----- |
| 1    | Cristian Camacho | Danubio S. C. | 3     |
| 1    | Kevin Mosquera   | Pastaza S. C. | 3     |
| 3    | Bryan Guagua     | Danubio S. C. | 2     |
| 4    | Darío Obando     | Pastaza S. C. | 2     |
| 5    | Dany Arboleda    | SRP Mera      | 2     |